# Fernando Espinosa Barrera
Fernando Espinosa Barrera (* 9. Mai 1983 in Mexiko-Stadt) ist ein mexikanischer Fußballspieler, der vorwiegend im Mittelfeld agiert. 

## Leben
Espinosa begann seine Karriere 1997 im Alter von 14 Jahren bei Pumas Naucalpan, einem Filialteam seines Heimatvereins Club Universidad Nacional. Im Sommer 2004 wechselte er in die erste Mannschaft des Club Universidad Nacional und gewann mit den Pumas, für die er sein erstes Spiel am 8. August 2004 bestritt, auf Anhieb den mexikanischen Supercup.
In der darauffolgenden Apertura 2004 gewann er mit den Pumas seinen ersten Meistertitel und konnte diesen Triumph später noch zweimal (in der Clausura 2009 und in der Clausura 2011) wiederholen. 
Sein Debüt in der Primera División gab Espinosa am 11. September 2004 beim 1:0-Sieg der Pumas bei Deportivo Toluca; seine beiden (bisher) einzigen Tore in der Primera División erzielte er am 10. August 2008 beim 2:1-Heimsieg gegen Toluca und am 2. April 2011 bei der 1:3-Niederlage bei den Jaguares de Chiapas.

## Erfolge
- Mexikanischer Meister: Apertura 2004, Clausura 2009, Clausura 2011
- Mexikanischer Supercup: 2004